# Guérison d'un serviteur d'un centurion
La Guérison d'un serviteur d'un centurion est un des miracles de Jésus. Il est cité dans l'Évangile de saint Matthieu (8:5-13) et dans l'Évangile de saint Luc (7:1-10). Certains théologiens disent que le miracle du fils d'un officier (Jn 4:46-54) est le même épisode de la vie du Christ. Dans les deux passages, l'important est la foi.

## Texte

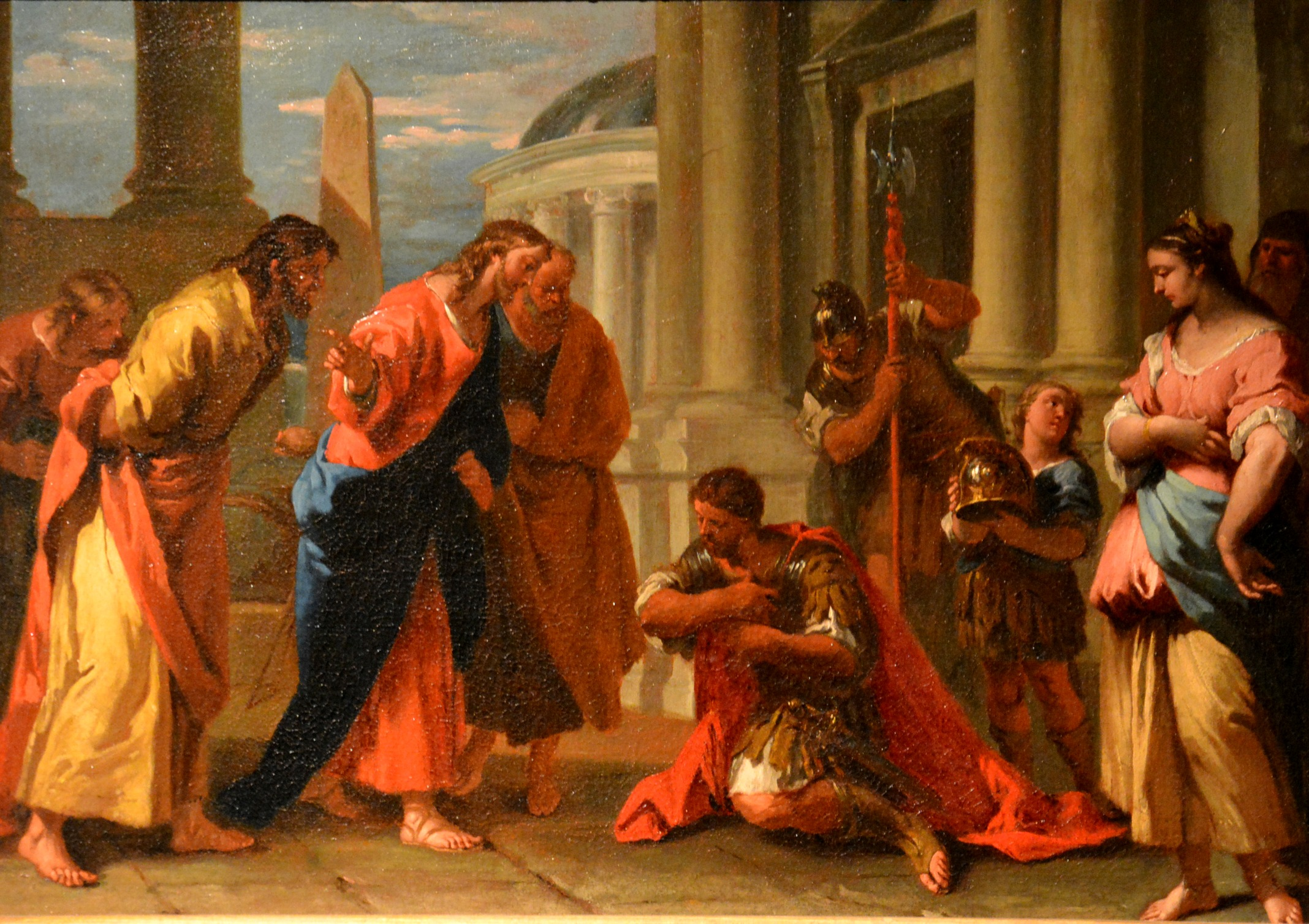
Le Christ et le centurion
Sebastiano Ricci, 1726-1729
Musée Capodimonte, Naples.

Évangile selon saint Luc, chapitre 7, versets 1 à 10 :
« Après avoir achevé tous ces discours devant le peuple qui l'écoutait, Jésus entra dans Capharnaüm. Un centurion avait un serviteur auquel il était très attaché, et qui se trouvait malade, sur le point de mourir. Ayant entendu parler de Jésus, il lui envoya quelques anciens des Juifs, pour le prier de venir guérir son serviteur. Ils arrivèrent auprès de Jésus, et lui adressèrent d'instantes supplications, disant : Il mérite que tu lui accordes cela ; car il aime notre nation, et c'est lui qui a bâti notre synagogue. Jésus, étant allé avec eux, n'était guère éloigné de la maison, quand le centurion envoya des amis pour lui dire : Seigneur, ne prends pas tant de peine ; car je ne suis pas digne que tu entres sous mon toit. C'est aussi pour cela que je ne me suis pas cru digne d'aller en personne vers toi. Mais dis un mot, et mon serviteur sera guéri. Car, moi qui suis soumis à des supérieurs, j'ai des soldats sous mes ordres ; et je dis à l'un : Va! et il va ; à l'autre : Viens ! et il vient ; et à mon serviteur : Fais cela ! et il le fait. Lorsque Jésus entendit ces paroles, il admira le centurion, et, se tournant vers la foule qui le suivait, il dit : Je vous le dis, même en Israël je n'ai pas trouvé une aussi grande foi. De retour à la maison, les gens envoyés par le centurion trouvèrent guéri le serviteur qui avait été malade ».

## Interprétations
Selon saint Jean Chrysostome, dans son Homélie XXVI sur saint Matthieu, la foi est le moteur de l'acte miraculeux du Christ. Cette foi est admirable chez le centurion. Elle est due à son bon cœur qui lui fait respecter son esclave comme une personne, alors que pour les Romains, un esclave n'est qu’une chose.
Selon saint Augustin qui commente cet épisode de saint Luc, la foi et l'humilité sont les dispositions du cœur de ce centurion qui ont poussé le Messie à accomplir cette guérison. Le docteur de l'Église compare cette guérison à celle que va réaliser le Christ sur la terre entière qui croira sans même l'avoir vu.
L'ancien souverain pontife saint Grégoire le Grand qui commente le passage de saint Jean sur la guérison du fils d'un officier, parle aussi de la foi qui est primordiale pour suivre le Christ et avancer dans son chemin de vie. Les vertus théologales et cardinales sont importantes pour le croyant.